# Kåre Willoch
Kåre Isaachsen Willoch (Oslo, 3 de outubro de 1928 – 6 de dezembro de 2021) foi um político norueguês do Partido Conservador. Serviu como primeiro-ministro do seu país entre 1981 e 1986.
Willoch licenciou-se em Economia na Universidade de Oslo.
Willoch morreu em 6 de dezembro de 2021, aos 93 anos de idade.